# Largue (Alpes-de-Haute-Provence)
Pour les articles homonymes, voir Largue.
Le Largue est une rivière française, dans le département des Alpes-de-Haute-Provence, en région Provence-Alpes-Côte d'Azur, affluent de la Durance, donc sous-affluent du Rhône.

## Géographie

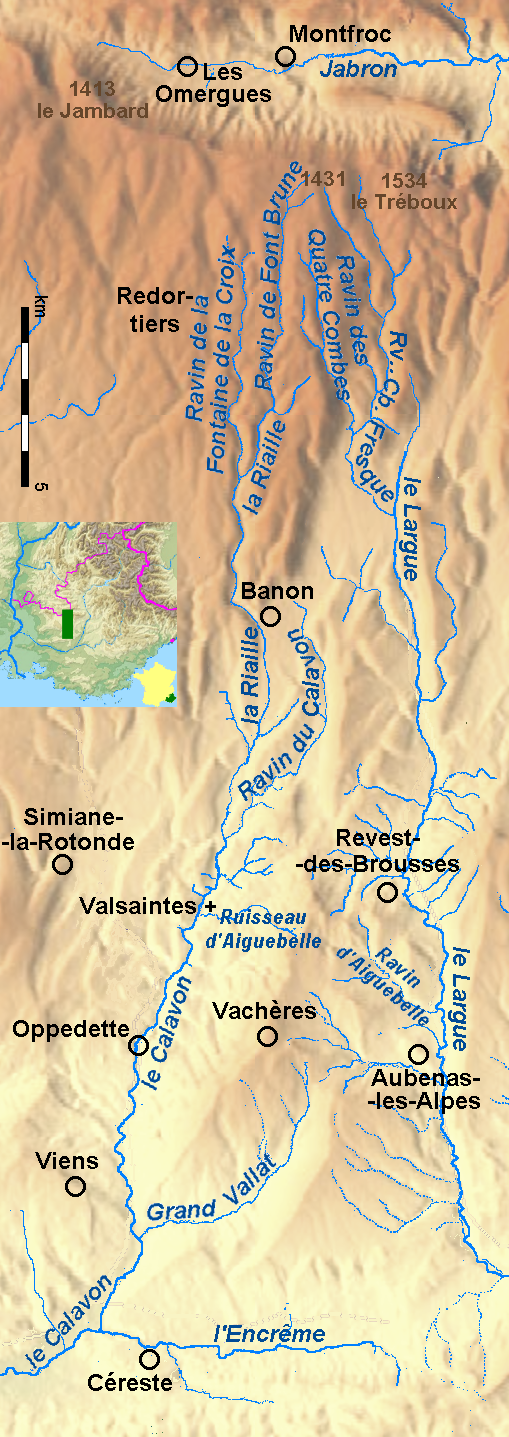
Les cours supérieurs du Largue, du Calavon, et du Jabron

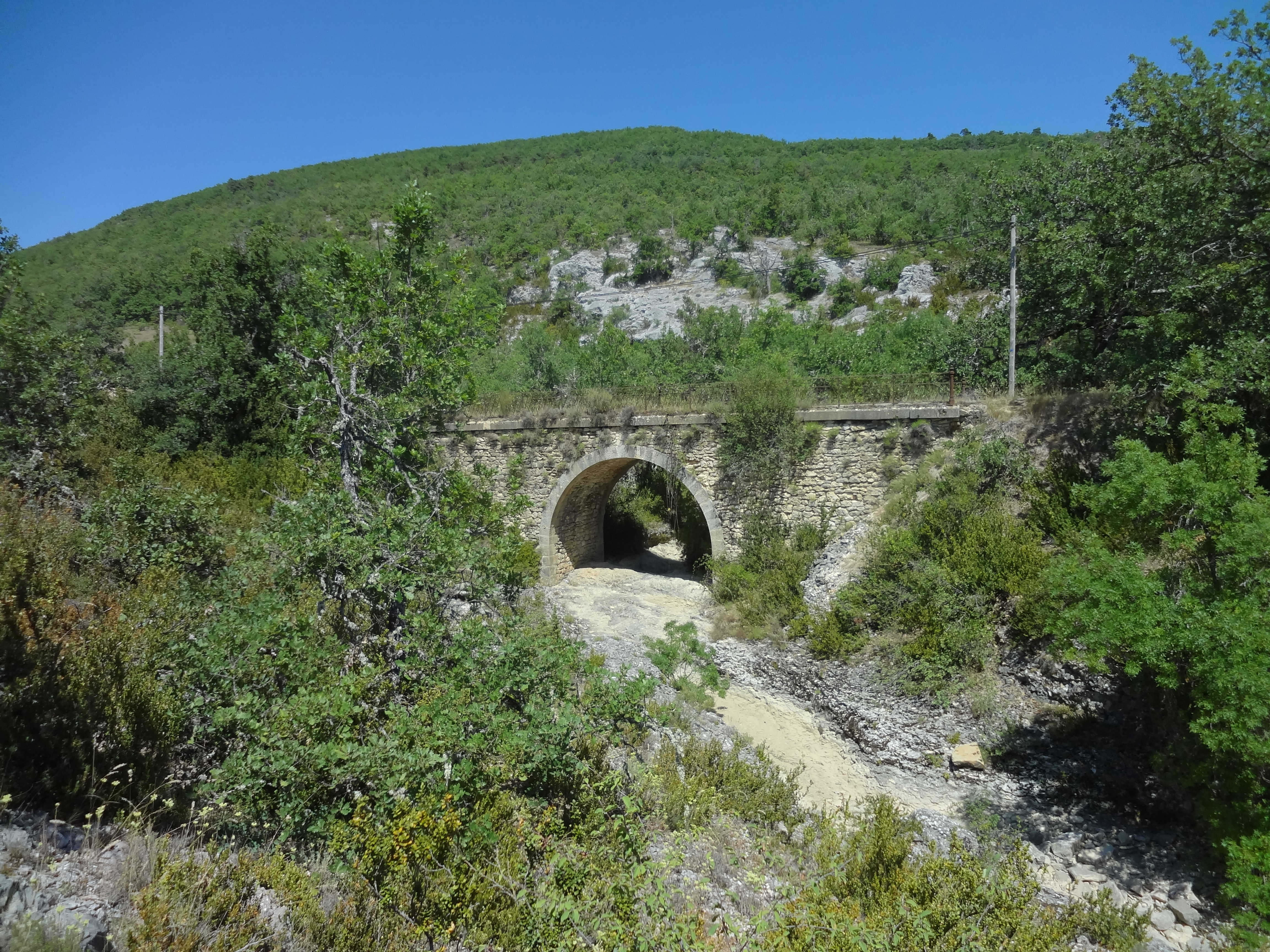
Le Largue dans son cours supérieur, à sec (juillet 2012) près de Banon.

Le Largue prend sa source à 1 360 mètres d'altitude sur le flanc sud de la montagne de Lure, près du sommet de Néoures, à la limite entre les communes de Redortiers et de La Rochegiron. Il coule alors dans le ravin des Fraches, puis dans le ravin des Quatre combes. Il se dirige plein sud sur près de 35 kilomètres. Lorsqu'il quitte la commune de la Rochegiron, il est déjà à moins de 800 mètres d'altitude. Il passe largement à l'est du village de Banon, puis au pied de Revest-des-Brousses et d'Aubenas-les-Alpes. Après un long défilé il contourne le village de Lincel, et prend la direction de l'est. Son cours est alors intermittent.
Après Dauphin il reçoit son principal affluent, la Laye, et franchit par un vallon sinueux les dernières collines le séparant de la vallée de la Durance, dans laquelle il se jette à la limite entre Volx et Villeneuve, à 320 mètres d'altitude, après un parcours de 55 kilomètres.

### Toponymie
Un hameau de Ongles, riverain du Largue, est appelé le Largue.

### Communes traversées ou longées
D'amont en aval (les communes que le Largue longe sans y pénétrer sont données en italique) :
- La Rochegiron
- Banon
- Ongles
- Revest-des-Brousses
- Limans
- Aubenas-les-Alpes
- Saint-Michel-l'Observatoire
- Reillanne
- Villemus
- Saint-Martin-les-Eaux
- Dauphin
- Saint-Maime
- Villeneuve
- Volx

Le SANDRE donne en outre comme communes traversées par le Largue Redortiers, Lardiers, Saumane, Manosque et Valensole, mais les cartes qu'il publie, ainsi que la carte IGN au 1/100000 no 61, ne font apparaître aucune traversée ni aucun contact de la rivière avec ces communes.

## Histoire
Le Largue connaît une crue exceptionnelle en janvier 1994, occasionnant le déclenchement du plan Orsec.
En mai 2010, il est pollué par une fuite de naphta des installations de Géosel (voir cet article).